# Саутланд
Саутланд (на английски: Southland) е един от 16-те региона на Нова Зеландия. Населението му е 99 100 жители (по приблизителна оценка от юни 2018 г.), а площта му е 34 347 кв. км. Намира се в часова зона UTC+12. Основан е през 1989 г.